# 土門一美
土門 一美（どもん かずみ、1947年3月28日 - 2005年2月24日）は、京都府京都市出身の元調教師。
父の土門健司も元騎手、元調教師。
1984年に日本馬として初めてジャパンカップを制したカツラギエース、1985年阪神3歳ステークス優勝馬カツラギハイデン、1990年宝塚記念優勝馬オサイチジョージと3頭のGI馬を手掛けた。

## 経歴
京都・松田由太郎厩舎所属の騎手であった土門健司の息子として生まれ、幼少の頃は自身も将来に騎手を志していたが、身長が伸びすぎたため断念。
高校卒業後の1965年、調教師に転身していた健司の下で厩務員となった。1年後の1966年に調教助手となり、その後10年を過ごす。
1980年に3回目の受験で合格して調教師免許を取得し、馬房に空きがなかったことからしばらく技術調教師として過ごすが、1981年6月に厩舎を開業。同年1月に競馬会より調教停止処分を受けた中村武志厩舎からオープン馬のオーバーレインボーが移籍しており、開業の翌7月には同馬で金鯱賞を制し、重賞初勝利を挙げる。　
1982年には調教技術賞、1983年には6重賞を制して優秀調教師賞と重賞獲得調教師賞を受賞。1984年にカツラギエースが宝塚記念を制してGI初制覇、秋には国際招待競走の第4回ジャパンカップへ出走。創設以来日本馬が3連敗を喫していた競走ながら、当年はミスターシービー、シンボリルドルフという2頭のクラシック三冠馬が顔を揃え初制覇への期待が高まっていた。カツラギエースは11番人気と低評価であったが、西浦勝一の手綱によってスローペースからの逃げ切り勝ちを演じ、第4回にしての日本馬初優勝を挙げた。土門は「ジャパンカップに勝つなんて考えたこともないし、夢を見ているようです」と語った。当年はGIレース2勝を含む5重賞を制し、前年に続き重賞獲得調教師賞を受賞した。なお、カツラギエースは馬主である野出一三の父・長一の所有馬を健司が管理していたという縁で、一美へ開業祝いとして贈られた馬であった。
1985年には同馬主のカツラギハイデンで阪神3歳ステークスに優勝、1990年には野出長一の所有馬オサイチジョージで宝塚記念に優勝し、GIレース4勝目を挙げた。また、同年にはオサイチブレベストが地方交流競走の帝王賞を制している。
競馬ブック編集局員の村上和巳は、夏の小倉開幕週の金曜日に土門と京都市内でばったり会った時、まだ陽射しがきつい時間帯の京都駅でビールを数杯飲み干し、新幹線では一度として席に坐ることなく食堂車で延々とウイスキーを流し込んだ。小倉についてからは料理屋、スナック、バーとはしごし、気が付けば日付けが変わっていた。酒好きの土門は酒量も半端なものではなく、村上から「もう少し量を減らした方がいいですよ」とアドバイスされたこともあったが、それから間もない頃に肝硬変で倒れる。
闘病生活が始まってからは管理馬の成績が年々下降していき、重賞勝利を挙げることはなかった。可愛がっていた所属騎手の丸山勝秀が事件を起こして廃業したり、全幅の信頼を置いていた調教助手が調教の最中に脳卒中で倒れて亡くなったこともあった。
2005年2月24日、調教師在職のまま病気のため死去。57歳没。通算4025戦288勝、うちGI競走4勝を含む重賞20勝（うち中央3884戦279勝、重賞19勝）。

## 調教師成績
出典：日本中央競馬会公式サイト「引退調教師名鑑 土門一美」（通算成績、中央競馬重賞勝利記録、受賞記録）
| 開催 | 通算成績 | 1着 | 2着 | 3着 | 出走数 | 勝率 | 連対率 |
| ---- | -------- | --- | --- | --- | ------ | ---- | ------ |
| 中央 | 平地     | 266 | 246 | 244 | 3779   | .070 | .135   |
| 中央 | 障害     | 13  | 10  | 11  | 105    | .124 | .219   |
| 中央 | 計       | 279 | 256 | 255 | 3884   | .072 | .138   |
| 地方 | 平地     | 9   | 11  | 12  | 141    | .064 | .142   |
|      | 総計     | 288 | 267 | 267 | 4025   | .072 | .138   |

### 受賞
- 調教技術賞（1982年）
- 優秀調教師賞（関西）（1983年）
- 重賞獲得調教師賞2回（1983年、1984年）

## 主な管理馬
GI競走優勝馬
- カツラギエース（1984年宝塚記念、ジャパンカップなど重賞7勝）
- カツラギハイデン（1985年阪神3歳ステークス）
- オサイチジョージ（1990年宝塚記念など重賞5勝）

その他重賞優勝馬
- オーバーレインボー（1981年金鯱賞、1982年・1983年札幌記念、1983年日経新春杯）
- ダニッシュガール（1984年牝馬東京タイムズ杯）
- フミノアプローズ（1986年きさらぎ賞）
- オサイチブレベスト（1990年帝王賞[9]）

## 主な厩舎所属者
※太字は門下生。括弧内は厩舎所属期間と所属中の職分。
- 崎山博樹（1981年-1983年 騎手）
- 丸山勝秀（1987年-1989年 騎手）
- 荻野要（2004年-2005年 騎手）